# Schillingsstraße 329 (Gürzenich)

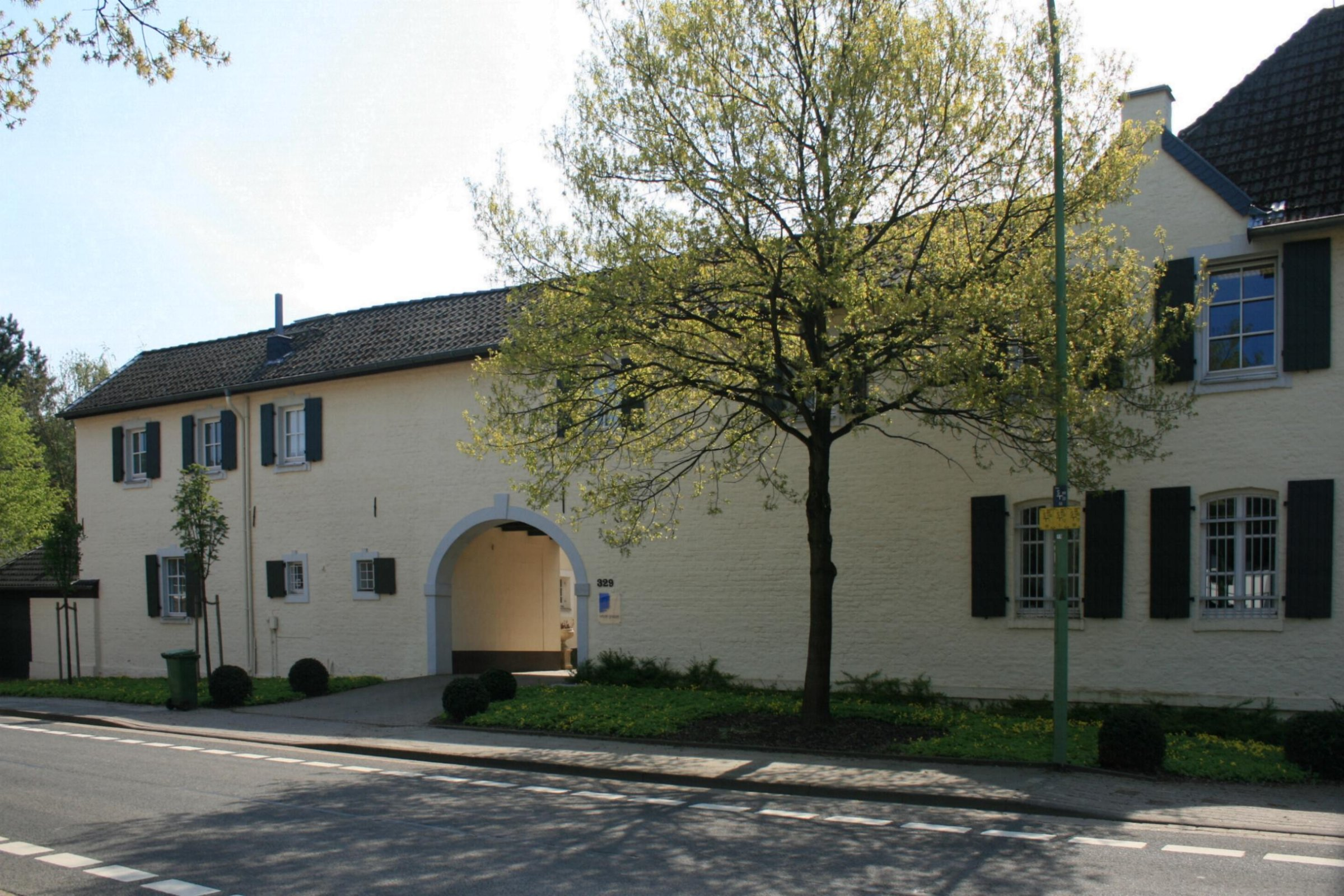

Das Wohnhaus Schillingsstraße 329 befindet sich im Dürener Stadtteil Gürzenich in Nordrhein-Westfalen. 
Die ehemalige Hofanlage wurde im Kern im 18. Jahrhundert erbaut. 
Die große vierseitige Hofanlage gehört zum Weierhof. Sie sind der ehemalige Stall und die Wirtschaftsgebäude von Gut Weierhof. Heute befinden sich in den Gebäuden Büros und Wohngebäude. Es ist wenig Originalsubstanz erhalten.
Das Werk ist unter Nr. 6/005 in die Denkmalliste der Stadt Düren eingetragen.